# Список дипломатических миссий Республики Косово
По состоянию на февраль 2017 года, Республика Косово поддерживает 24 посольств за рубежом. Создания консульских отделов в посольствах за выдачу паспортов жителям Косова, проживающих за рубежом является высоким приоритетом. Декларацию независимости Косова признали 69 государств-членов ООН, а также Китайская Республика (Тайвань).

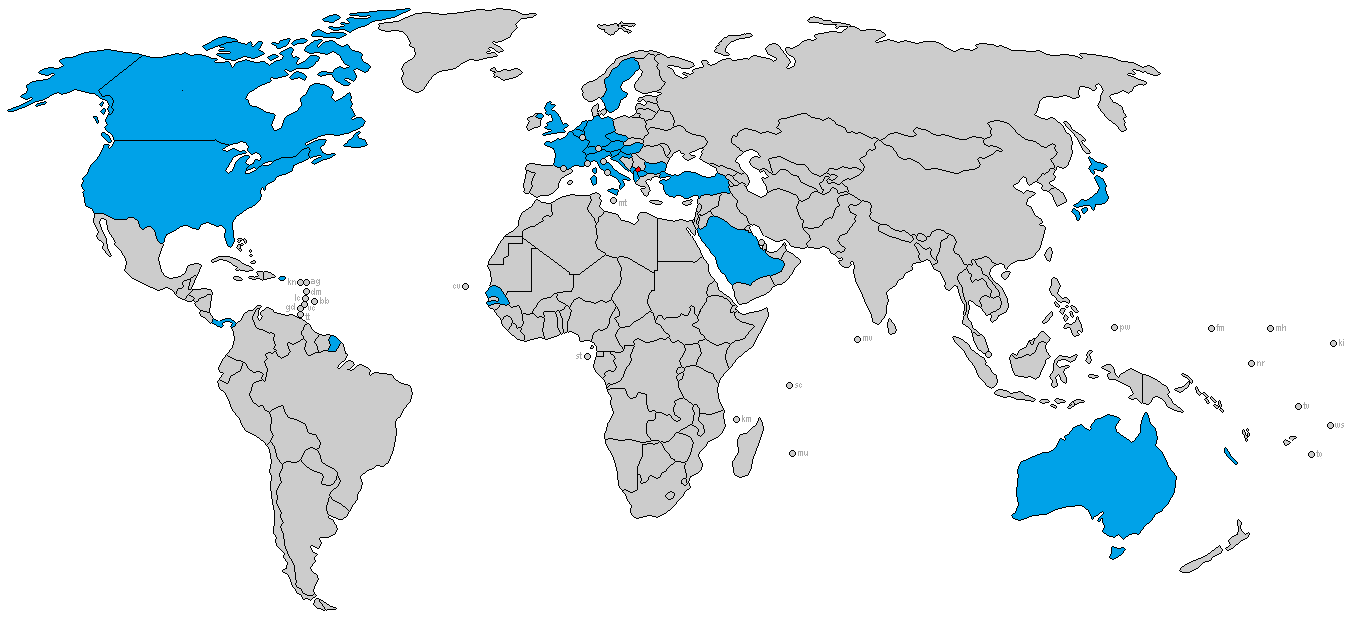
Дипломатические представительства и консульские учреждения Косово
Косово
Государств, принимающих посольство Косово

## Европа
- Албания[2]
  - Тирана (Посольство) — Газменд Пула[3]
- Австрия[4]
  - Вена (Посольство) — Саби Кисмари[3]
- Бельгия[4]
  - Брюссель (Посольство) — Илир Дуголи[5][6]
- Болгария
  - София (Посольство)[7]
- Хорватия
  - Загреб (Посольство) — Велдет Садику[8]
- Франция
  - Париж (Посольство) — Мухамеди Куллаши[5][9][10]
- Германия[4][10]
  - Берлин (Посольство) -Вилисон Мирдита
- Италия[4]
  - Рим (Посольство) — Алберт Пренкай
- Нидерланды
  - Гаага (Посольство) — Некхми Рекхепи
- Словения
  - Любляна (Посольство) — Антон Бериша[11]
- Швеция
  - Стокгольм (Посольство) — Лулзим Пеши[12]
- Швейцария[4][10]
  - Берн (Посольство) — Найм Мала
- Великобритания[10]
  - Лондон (Посольство) — Мухаме Хамити[5][9]

## Северная Америка
- США
  - Вашингтон (Посольство) — Авни Спахиу[5][9][13].

## Азия
- Турция
  - Анкара (Посольство) — Беким Седждиу[3][14]